# The Devil's Bait
The Devil's Bait er en amerikansk stumfilm fra 1917 af Harry Harvey.

## Medvirkende
- Ruth Roland som Doris Sheldon.
- William Conklin som Dr. Royal Sheldon.
- Ed Brady som Jason Davies.
- Henry King som Eric Reese.
- Lucy Blake som De Long.